# گمینا سادوونه
گمینا سادوونه (به لهستانی:  Gmina Sadowne) یک گمینا در لهستان است که در شهرستان ونگروف واقع شده‌است. گمینا سادوونه ۱۴۴٫۷۲ کیلومتر مربع مساحت و ۶٬۰۶۶ نفر جمعیت دارد.